# Mallobaud Ier
Pour l’article homonyme, voir Mallobaud.
Mallobaud fut en 355 un des chefs  francs qui précédèrent Clovis.
Quoique franc, il servit en tant qu'officier dans l'armée romaine.
Lorsque Silvanus, le chef de la tribu franque à laquelle appartenait Mallobaud fut accusé de trahison par l'empereur  Constance II, il prit sa défense et proposa de se constituer otage pendant que Malaric, un autre officier franc irait chercher Silvanus. Cependant Silvanus, affolé par l'accusation, se proclame empereur et fut tué peu après, en 355. Malaric devint alors le chef des Francs,, et lui succèdera brièvement avant de mourir la même année.